# Angícia
Angícia (em latim: Angitia), na mitologia romana, era uma deusa serpente. As serpentes eram associadas às artes curativas na antiga mitologia romana e Angícia é associada principalmente à uma deusa da cura e zelo. Ela era particularmente venerada pelos Marsos, um povo da Itália. Ela tinha poderes de bruxaria e fazia milagres e curas com ervas, especialmente no que se referia a mordidas de serpentes. A ela atribui-se também uma variedade de poderes sobre serpentes, incluindo poderes para matar uma serpente com apenas um toque. Pode-se dizer que é a Deusa da enfermagem. 